# BMD-3
O BMD-3 (Boyevaya Mashina Desanta; em russo: "Боевая Машина Десанта", que significa "Veículo de Combate dos Paraquedistas") é um veículo de combate de infantaria anfíbio criado pela União Soviética. Ele é um dos mais leves de sua classe e foi desenvolvido para servir de auxílio para unidades paraquedistas. Ele é armado com um canhão 2A42 de 30 mm. O BMD-3 também possui uma variedade de armamentos secundários como os lançadores de foguete 9M113 Konkurs e os lança-granadas AGS-17, incrementando sua capacidade de enfrentar outros blindados.
Desenvolvido na década de 1980, este blindado foi construído pela Volgograd tractor factory em Volgogrado, Rússia, no completo industrial Objeto 950. O BMD-3 entrou em serviço pelas Tropas Aerotransportadas Russas em 1990, o último ano antes da dissolução da União Soviética. Devido a depressão econômica russa dos anos seguintes, apenas 137 unidades destes haviam sido construídos até 1997. Além da Rússia, apenas Angola tem o BMD-3 em seu inventário. Em 2013, cerca de 123 BMD-3s e 60 BMD-4s estavam operando no serviço ativo nas forças armadas russas. No começo do ano seguinte, pelo menos outros 10 veículos BMD-4M e mais 10 BTR-MD foram entregues. Planos foram feitos para que, até 2020, pelo menos 1 000 BMD-4M estejam na ativa na Rússia.
O BMD-3 é muito mais avançado que seus predecessores, com novos sistemas de armamentos e defesa, além de aprimoramentos para performance anfíbia. Ao contrário de outros veículos do seu tipo, o BMD-3 pode ser lançado por uma aeronave direto no campo de batalha, com toda a tripulação e passageiros a bordo, em uma altitude relativamente baixa.
Apesar de ser da família BMD, ele não é necessariamente uma versão aprimorada do BMD-2, mas sim um veículo completamente redesenhado, com novos sistemas de hidráulica, com suspensão hidropneumática, um casco melhor e um motor mais potente.